# Френсіс Ріветт-Карнак
Френсіс Ріветт-Карнак (англ. Frances Rivett-Carnac, 16 травня 1874 — 1 січня 1962) — британська яхтсменка.
Олімпійська чемпіонка 1908 року в класі 7 метрів.